# Andalién (rijeka)
Andalién (španjolski: Río Andalién) je rijeka u Čileu, u provinciji Concepción, a nalazi se u regiji Biobío.
Rijeka nastaje sutokom rijeke Poñén sa sjevera i rijeke Curapalihue s juga u gradiću Florida. Dalje teče jugozpadano i zapadno do grada Concepción. Ubrzo nakon što napusti grad, rijeka oblikuje manje rukavce i jezerca te se izlijeva u Tihi ocean, zaljev Concepción.

## Također pogledajte
- Veliki Concepción

## Vanjske poveznice
- Službene stranice (šp.)(PDF)

### Ostali projekti
|  | Zajednički poslužitelj ima još gradiva o temi Andalién (rijeka) |